# Magnetické pole Merkuru
Magnetické pole Merkuru je přibližně magnetický dipól (což znamená, že pole má pouze dva magnetické póly) a je zřejmě na planetě Merkur globální. Údaje ze sondy Mariner 10 vedly k jeho objevu v roce 1974, sonda změřila, že intenzita pole je 1,1% Zemského magnetického pole. Původ magnetického pole lze vysvětlit teorií dynama. Magnetické pole je dostatečně silné v blízkosti obloukového šoku na pomalý sluneční vítr, který vyvolává magnetosféru.

## Síla
Magnetické pole Merkuru je asi z 1,1% stejně silné jako na Zemi. Na rovníku Merkuru je relativní síla magnetického pole kolem 300 nT, což je méně než na Jupiterově měsíci Ganymedu. Magnetické pole Merkuru je slabší, než na Zemi, protože jádro planety se ochladí a ztuhne rychleji, než na Zemi. I když je magnetické pole Merkuru mnohem slabší než magnetické pole Země, je stále ještě dost silné na to, aby odstínilo sluneční vítr a vyvolalo magnetosféru. Protože má Merkur slabé magnetické pole, zatímco meziplanetární magnetické pole, které působí na orbitě je poměrně silné, dynamický tlak slunečního větru na oběžné dráze Merkuru je také třikrát větší než na Zemi..
Zda se magnetické pole změnilo ve významné míře mezi misemi Marineru 10 a MESSENGERu zůstává otevřenou otázkou. V roce 1988 uvedli J. E. P. Connerney a N. F. Ness osm různých dokumentů o magnetickém poli Merkuru z mise Mariner 10, v nichž bylo nabízeno ne méně než patnáct různých matematických modelů magnetického pole odvozených od sférické harmonické analýzy dvou blízkých průletů sondy s hlášeným středem magnetického dipólového momentu v rozmezí od 136 do 350 nT-RM3 (RM je poloměr Merkuru 2436 km). Kromě toho, poukázali na to, že "odhady dipólu získané z obloukového šoku a nebo pozice magnetopauzy se pohybují přibližně od 200 nT-RM3 (Russell 1977) přibližně do 400 nT-RM3 (Slavina a Holzer 1979)." Došli tedy k závěru, že "neshoda mezi modely je dána základními omezeními vyplývajícími z prostorového rozdělení dostupných pozorování."  Anderson et al. 2011 s použitím vysoce kvalitních dat ze sondy MESSENGER z mnoha oběžných dráh kolem Merkuru, nikoli jen několika průletů vysokou rychlostí, zjistili, že dipólový moment je 195 ± 10 nT-RM3.

## Původ
Původ magnetického pole lze vysvětlit teorií dynama, tedy konvekcí elektricky vodivého roztaveného železa na planetární vnějším jádru. Dynamo je generováno velkým železným jádrem, které se ponořilo do středu hmoty planety a neochladilo se v průběhu let a vnějším jádrem, které není zcela ztuhlé, a cirkuluje kolem vnitřního jádra. Před objevem magnetické pole v roce 1974, se mělo za to, že kvůli malé velikosti Merkuru se jádro v průběhu let ochladí. Stále existují problémy s touto teorií dynama, včetně skutečnosti, že Merkur má pomalou 59 dní dlouhou rotaci, která by neměla umožnit generovat magnetické pole.
Dynamo je pravděpodobně slabší než na Zemi, protože je řízeno termo-kompoziční konvekcí spojenou s tuhnutím vnitřního jádra. Tepelný gradient na hranici jádra a pláště je subadiabatický, a proto je vnější oblast kapalného jádra stabilně rozvrstvená s dynamem pracujícím pouze v hloubce, kde vzniká silné pole. Protože má planeta pomalou rotaci, výsledné magnetické pole je ovládáno drobnými součástmi, které se s časem rychle pohybují.

## Magnetické póly a magnetické měření

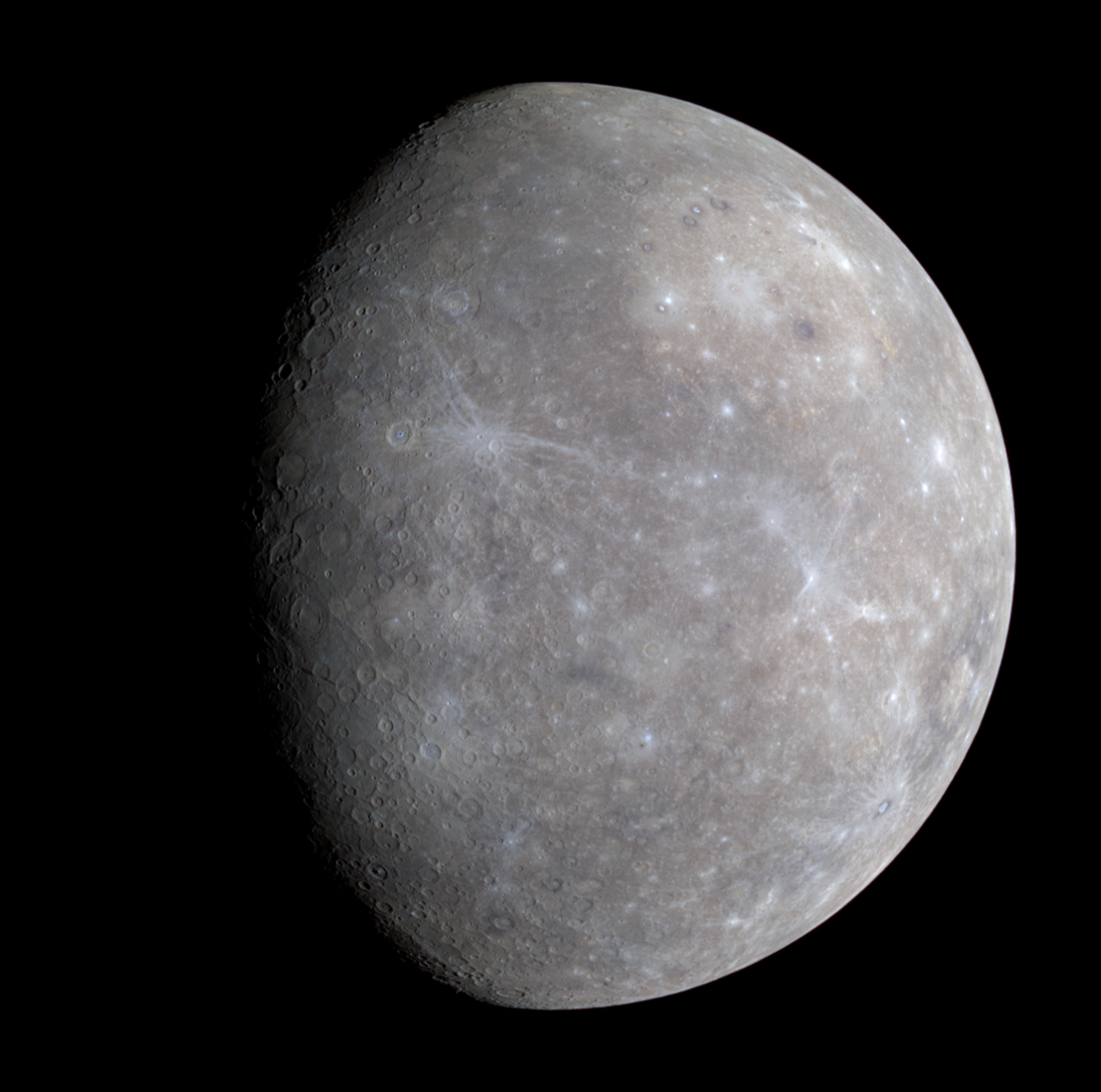
Magnetické pole Merkuru má tendenci být silnější na rovníku než v jiných oblastech Merkuru.

Podobně jako Země je i magnetické pole Merkuru nakloněno, což znamená, že magnetické póly nejsou umístěny ve stejné oblasti, jako geografické póly. To má za následek severo-jižní asymetrii ve vnitřním magnetickém poli Merkuru, geometrie magnetických siločar se liší v severní a jižní polární oblasti Merkuru. Zejména magnetická "polární čepička", kde jsou siločáry otevřené pro meziplanetární medium je mnohem větší v blízkosti jižního pólu. Z této geometrie vyplývá, že jižní polární oblast je mnohem více než severní vystavena nabitým částicím, zahřívaným a urychlovaným interakcí slunečního větru a magnetosféry. Síla kvadrupólového momentu a náklon dipólového momentu jsou zcela neomezené.
Jsou různé způsoby jak bylo magnetické pole Merkuru měřeno. Obecně platí, že odvozené ekvivalentní pole vnitřního dipólu je menší, pokud je odhadováno na základě magnetosférické velikosti a tvaru (~ 150-200 nT R3). Poslední radarová měření rotace Merkuru odhalila mírný kývavý pohybem s vysvětlením, že jádro Merkuru je alespoň částečně roztavené, což znamená, že železný "sníh" pomáhá udržovat magnetické pole. Sonda MESSENGER provede více než 500 milionů měření magnetické pole Merkuru, pomocí jejího citlivého magnetometru.

## Objev

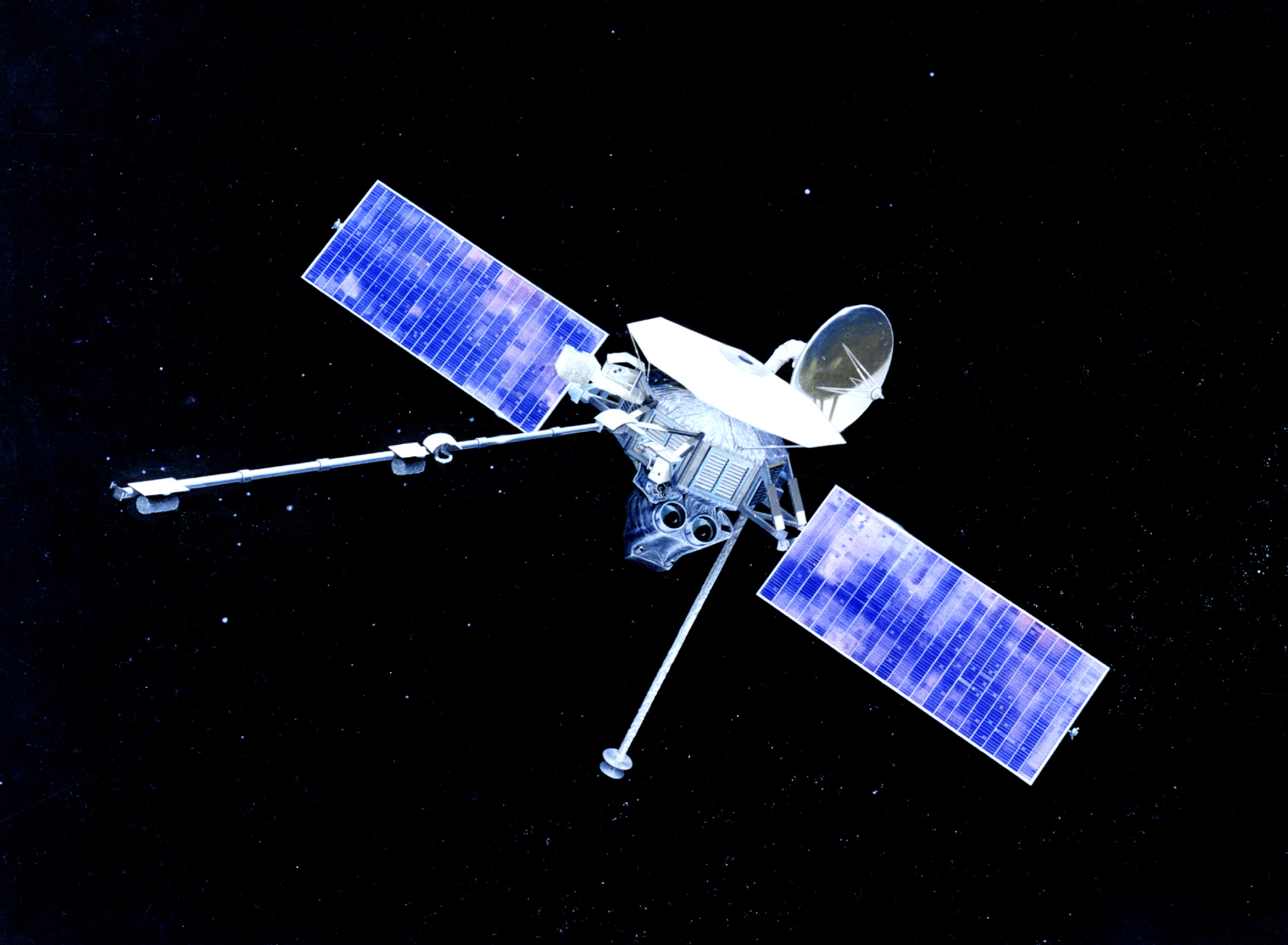
Data z Marineru 10 vedla k objevu magnetického pole Merkuru.

Před rokem 1974 se myslelo, že Merkur nemůže generovat magnetické pole, protože má relativně malý průměr a nemá atmosféru. Nicméně, když Mariner 10 udělal průlet kolem Merkuru (v dubnu 1974), objevil magnetické pole, které mělo intenzitu jedné setiny magnetického pole Země. Ale tyto průchody poskytovaly slabé omezení velikosti vnitřního magnetického pole, jeho orientace a harmonické struktury, zčásti proto, že pokrytí planetárního pole bylo špatné a zčásti kvůli nedostatku souběžných pozorování hustoty a rychlosti slunečního větru. Od objevu získalo magnetické pole Merkuru velkou pozornost především proto, že Merkur je malé velikosti a má pomalou 59 dní dlouhou rotaci.
Pokud jde o původ magnetického pole, v současné době se předpokládá, že pochází z mechanismu "dynama", i když je to dosud nejisté.

## Vlastnosti pole

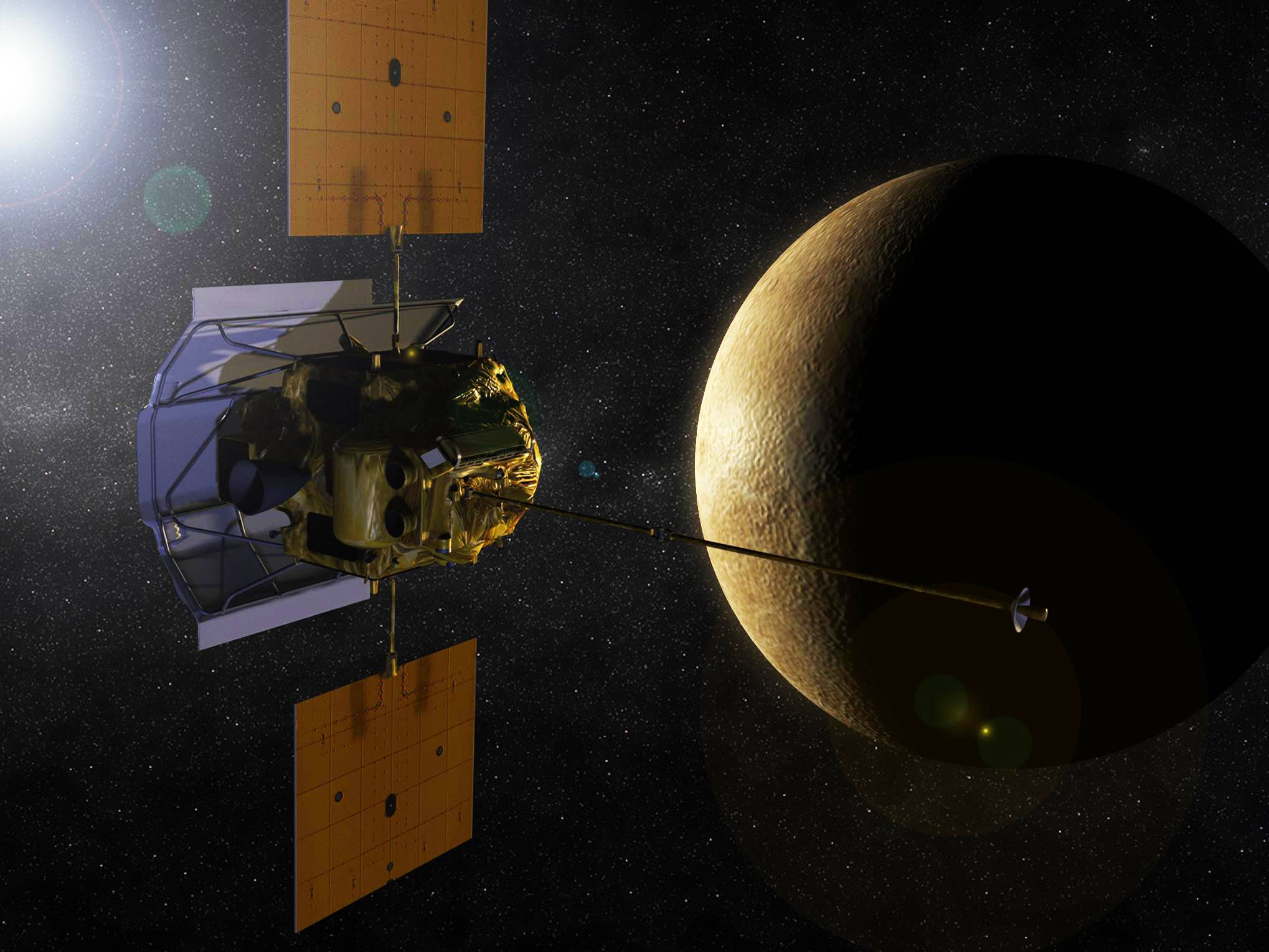
Kosmická sonda MESSENGER zjistila, že magnetické pole Merkuru je zodpovědné za několik magnetických "tornád" – což jsou zkroucené svazky magnetických polí spojující planetární pole s meziplanetárním prostorem – ty jsou až 800 km široké.

Vědci zjistili, že magnetické pole Merkuru může být velmi "děravé", protože sonda MESSENGER se setkala s magnetickými "tornády", během jejího druhého průletu 6. října 2008, které by mohly doplnit atmosféru (nebo "exosféru", podle astronomů). Když Mariner 10 uskutečnil průlet zpět v roce 1974, jeho signály měřily obloukový šok, vstup a výstup z magnetopauzy a magnetosférickou dutinu, která je zhruba 20krát menší než Země, a která se pravděpodobně rozpadla během průletu MESSENGERu. I když je pole zhruba je z 1% silné tak jako zemské magnetické pole, jeho detekce Marinerem 10 byla přijata některými vědci jako náznak, že je vnější jádro Merkuru ještě tekuté, nebo alespoň částečně kapalné s železem a možná i jinými kovy.

### BepiColombomise
BepiColombo je společná mise Evropské kosmické agentury (ESA) a Japan Aerospace Exploration Agency (JAXA) k Merkuru. Mezi cíle mise bude i objasnit magnetické pole Merkuru. Mise by měla odstartovat v říjnu 2018.